# 替代阵线
替代阵线，简称替阵（缩写「BA」）是在1999年后，由马来西亚五个反对党：民主行动党及泛马回教党及国民公正党及马来西亚人民党及
马来西亚社会主义党 组成的联盟，以与马来西亚执政党国阵在大选中抗衡。
在1999年马来西亚大选中，回教党一跃成最大反对党，而行动党在选举中表现不理想。行动党随后因与回教党就回教国课题分歧而在2001年退出。而余下的替阵三党中，人民党与公正党在2003年合并，于是替阵成为只有2个政党的联盟。
在2004年大选时，反对党的分裂加上国阵的“新首相效应”，国阵在选举中大胜，替阵受到重挫。其后回教党搁置回教国主张，转而专注于福利国与社会公正，行动党也搁置分歧，和替阵两党保持合作默契。期间，阿都拉政府在施政与改革不如预期的情况下民望受挫，更经历了2007年净选盟大集会等一系列社会运动。
直到2008年马来西亚大选，替阵与行动党等反对党达成合作协议，在各选区以一对一的方式与国民阵线竞选，竞成功打破国阵在国会中长期垄断的三分之二绝对多数，并取得五个州的政权，于是三党组建了新的联盟——人民联盟。

## 成立
1999年10月24日，马来西亚的四大反对党－马来西亚伊斯兰党、民主行动党、由安华成立的人民公正党和马来西亚人民党宣布了选举联盟，并发表了联合声明宣言：《迈向公正的马来西亚》。
在1999年马来西亚大选中，替代阵线正式展开合作，一个选区只派一名候选人。其中最大的赢家是泛马来西亚回教党（现伊斯兰党），成为了吉兰丹州和登嘉楼州的执政党，并将其议会席位从7个增加到27个。民主行動黨也将其席位从7个增加到10个，但该党两个最著名的领导人，林吉祥和卡巴星却失去了他们的选区。这是因为华裔选民对该党与泛马来西亚回教党合作而转向支持首相马哈迪·莫哈末的执政党。过后，导致新成立的人民公正党陷入瘫痪，并只赢得5席。而身为执政党的国阵则守住了國會下議院三分之二的絕對多數壟斷席位，其中193个席位中占有148个。

## 分裂
从一开始，这个阵线一直受到泛马来西亚回教党不愿放弃使马来西亚成为伊斯兰国家的目标，这个对马来西亚30％的非穆斯林少数民族的立场是愤怒的。泛马来西亚回教党选举胜利后，紧张局势不断增加，其他同盟党派意识到他们因为少数民族对伊斯兰国家的恐惧而失去选票。之后，民主行动党于2001年9月21日宣布退出替代阵线。
分裂导致了2004年马来西亚大选中反对党之间的斗争。 由于他们不同意每个州的席位分配，许多议席有多个参选人。人民公正黨和泛马来西亚回教党之间的关系也很紧张，泛马来西亚回教党也拒绝支持马来西亚人民党在哥打巴鲁议会席位上的竞选。

## 复苏
不过，在2008年马来西亚大选之前，主要的反对党已经重新调整自己，策略性地避免了选举中的三角战，最终导致了国阵在選舉中遭遇重大挫折。这个联盟部分是由于选举前通过重点放在经济问题上的泛马来西亚回教党软化方式，批评国阵在农历新年期间解散议会，并派出第一位非穆斯林候选人。安华·依布拉欣作为一个非常有影响力的反对派的角色，以及他为反对各方反对派的努力也有所帮助。替代阵线的复苏可能是由于泛马来西亚回教党、民主行動黨和人民公正黨之间的配置协议产生的重大胜利。

### 人民联盟
2008年4月1日，人民公正黨、民主行動黨和泛马来西亚回教党的领导人宣布了人民联盟（民联）的新官方联盟。 在2013年马来西亚大选中，三党共赢得了222个议会议席中的89个议席。

## 大选结果[1]
| 大选 | 总席位   | 总票数    | 得票率 | 选举结果       | 选举领袖     |
| ---- | -------- | --------- | ------ | -------------- | ------------ |
| 1999 | 42 / 193 | 2,667,818 | 40.23% | ▲15 席; 反对党 | 法兹诺       |
| 2004 | 8 / 219  | 1,668,998 | 24.1%  | ▼37 席; 反对党 | 卡玛鲁汀查华 |

## 州选举结果[1]
| 州选举 | 州议会       | 州议会     | 州议会       | 州议会       | 州议会     | 州议会     | 州议会     | 州议会       | 州议会       | 州议会       | 州议会     | 州议会     | 州议会       | 州议会       |
| 州选举 | 玻璃市州议会 | 吉打州议会 | 吉兰丹州议会 | 登嘉楼州议会 | 槟城州议会 | 霹雳州议会 | 彭亨州议会 | 雪兰莪州议会 | 森美兰州议会 | 马六甲州议会 | 柔佛州议会 | 沙巴州议会 | 砂拉越州议会 | 总赢州议席数 |
| ------ | ------------ | ---------- | ------------ | ------------ | ---------- | ---------- | ---------- | ------------ | ------------ | ------------ | ---------- | ---------- | ------------ | ------------ |
| 1999   | 3 / 15       | 12 / 36    | 41 / 43      | 28 / 32      | 3 / 33     | 8 / 52     | 8 / 38     | 6 / 48       | 0 / 32       | 4 / 25       | 0 / 40     | 0 / 48     |              | 113 / 442    |
| 2001   |              |            |              |              |            |            |            |              |              |              |            |            | 0 / 62       | 0 / 62       |
| 2004   | 1 / 15       | 5 / 36     | 24 / 45      | 4 / 32       | 1 / 40     | 0 / 59     | 0 / 42     | 0 / 56       | 0 / 36       | 0 / 28       | 1 / 56     | 0 / 60     |              | 36 / 505     |

## 成员党[1]
- 人民公正黨（People's Justice Party，簡稱公正黨或PKR）
- 民主行動黨（Democratic Action Party，簡稱行動黨、民行黨或DAP）
- 泛马来西亚回教党（Malaysian Islamic Party，簡稱伊斯兰党黨或PAS)
- 马来西亚人民党（Malaysian People's Party，简称人民党或PRM)
- 马来西亚社会主义党(简称社会主义党)